# Okres Sabinov
Der Okres Sabinov (deutsch Bezirk Zeben) ist eine Verwaltungseinheit im Osten der Slowakei mit 61.995 Einwohnern (31. Dezember 2024) und einer Fläche von 545,6 km².
Historisch gesehen liegt der Bezirk vollständig im ehemaligen Komitat Sáros (siehe auch Liste der historischen Komitate Ungarns).

## Bevölkerung
| Jahr                | 1994   | 2004    | 2014    | 2024    |
| ------------------- | ------ | ------- | ------- | ------- |
| Anzahl der Personen | 51.223 | 55.351  | 58.969  | 61.995  |
| Unterschied         |        | +8,05 % | +6,53 % | +5,13 % |

| Jahr                | 2023   | 2024    |
| ------------------- | ------ | ------- |
| Anzahl der Personen | 61.542 | 61.995  |
| Unterschied         |        | +0,73 % |

## Städte
- Lipany (Siebenlinden)
- Sabinov (Zeben)

## Gemeinden
- Bajerovce (Baierhau)
- Bodovce
- Brezovica
- Brezovička (Hamburg)
- Červená Voda
- Červenica pri Sabinove
- Daletice
- Drienica
- Dubovica
- Ďačov
- Hanigovce (Hönigsdorf)
- Hubošovce
- Jakovany
- Jakubova Voľa
- Jakubovany (Jakobsdorf)
- Jarovnice (Jarownitz)
- Kamenica
- Krásna Lúka (Schönwies)
- Krivany
- Lúčka
- Ľutina
- Milpoš
- Nižný Slavkov (Unterschlauch)
- Olejníkov (Holenitz)
- Oľšov
- Ostrovany
- Pečovská Nová Ves (Frauendorf)
- Poloma
- Ratvaj
- Ražňany
- Renčišov
- Rožkovany
- Šarišské Dravce
- Šarišské Michaľany
- Šarišské Sokolovce
- Tichý Potok (Stellbach)
- Torysa
- Uzovce
- Uzovské Pekľany
- Uzovský Šalgov
- Vysoká

Das Bezirksamt ist in Sabinov, eine Zweigstelle in Lipany.

## Kultur
In dem Artikel Denkmalgeschützte Objekte im Okres Sabinov findet man Informationen über die vom slowakischen Denkmalamt geschützten Objekte im Okres.